# Europese kampioenschappen kunstschaatsen 1975
De Europese Kampioenschappen kunstschaatsen zijn wedstrijden die samen een jaarlijks terugkerend evenement vormen, georganiseerd door de Internationale Schaatsunie (ISU).
De kampioenschappen van 1975 vonden van 28 januari tot en met 2 februari plaats in Kopenhagen. Het was de eerste keer dat de EK kampioenschappen hier en in Denemarken plaatsvonden.
Tot 1975 hadden tien Denen aan de Europese kampioenschappen kunstschaatsen deelgenomen. De eerste was Esther Bornstein (in 1933, 1934 bij de vrouwen). Per Cock-Clausen was de eerste bij de mannen (1938, 1939, 1950). Vervolgens namen achtereenvolgens Marianne Baek (1965, vrouwen), Arne Hoffmann (1967, 1968, mannen), Jette Vad (1967, 1968, vrouwen), Kirsten Frikke (1971, 1972, vrouwen), Vivi Poulsen / Kurt Poulsen (1971, 1972, ijsdansen), John Ferdinandsen (1972, mannen) en Hanne Jensen (1973, vrouwen) deel aan de Europese kampioenschappen. Dit jaar was Flemming Söderquist de elfde en enige vertegenwoordiger van Denemarken.
Voor de mannen was het de 67e editie, voor de vrouwen en paren was het de 39e editie en voor de ijsdansers de 22 editie.

## Historie
De Duitse en Oostenrijkse schaatsbond, verenigd in de "Deutscher und Österreichischer Eislaufverband", organiseerden zowel het eerste EK Schaatsen voor mannen als het eerste EK Kunstschaatsen voor mannen in 1891 in Hamburg, in toen nog het Duitse Keizerrijk, nog voor het ISU in 1892 werd opgericht. De internationale schaatsbond nam in 1892 de organisatie van het EK kunstschaatsen over. In 1895 werd besloten voortaan het WK kunstschaatsen te organiseren en kwam het EK te vervallen. In 1898, na twee jaar onderbreking, vond toch weer een herstart plaats van het EK kunstschaatsen.
De vrouwen en paren zouden vanaf 1930 jaarlijks om de Europese titel strijden. De ijsdansers streden vanaf 1954 om de Europese titel in het kunstschaatsen.

## Deelname
Er namen deelnemers uit een recordaantal van negentien landen deel aan deze kampioenschappen. Zij vulden het aantal van 78 startplaatsen in de vier disciplines in.
Voor Nederland nam Rob Ouwerkerk voor de derde keer deel in het mannentoernooi. In het vrouwentoernooi nam Dianne de Leeuw voor de vijfde keer deel, Sophie Verlaan voor de derde keer en debuteerde Anne-Marie Verlaan. Uit België debuteerde Corinne Henrotte in het vrouwentoernooi.
(Tussen haakjes het totaal aantal startplaatsen over de disciplines.)
| Sovjet-Unie (10) Verenigd Koninkrijk (8) Duitse Democratische Republiek (8) Tsjecho-Slowakije (7) West-Duitsland (7) Polen (6) Oostenrijk (5) | Zwitserland (5) Frankrijk (4) Nederland (4) Italië (3) Finland (2) Hongarije (2) | Zweden (2) België (1) Denemarken (1) Luxemburg (1) Noorwegen (1) Joegoslavië (1) |

## Medaille verdeling
Bij de mannen werd Vladimir Kovalev de 27e Europees kampioen en de eerste man uit de Sovjet-Unie die deze titel veroverde. Het was ook zijn eerste medaille. De nummer twee, John Curry, stond voor de tweede keer op het erepodium, in 1974 werd hij derde. De nummer drie, Yuri Ovchinnikov, stond voor het eerst op het erepodium bij de Europese Kampioenschappen kunstschaatsen.
Bij de vrouwen veroverde Christine Errath voor de derde keer in successie de Europese titel. Het was ook haar derde medaille. Dianne de Leeuw behaalde haar tweede Europese medaille, net als in 1974 werd ze tweede. Voor Anett Pötzsch op plaats drie was het de eerste keer dat ze op het erepodium stond.
Bij de paren veroverde het paar Irina Rodnina / Aleksandr Zajtsev voor de derde opeenvolgende keer de Europese titel. Voor Rodnina was het haar zevende titel oprij, van 1969-1972 werd kampioen met schaatspartner Aleksej Oelanov. Het paar op plaats twee, Romy Kermer / Rolf Österreich, namen voor de tweede keer plaats op het Europese erepodium, net als in 1974 werden ze tweede. Voor het paar Manuela Groß / Uwe Kagelmann op plaats drie was het de eerste keer dat ze op het erepodium stonden.
Bij het ijsdansen was het erepodium een kopie van het EK van 1974. Het was de tweede keer, na 1964-1965, dat dit gebeurde bij het ijsdansen. Het Sovjet paar Lyudmila Pakhomova / Alexandr Gorshkov veroverde voor de vijfde keer de Europese titel, in 1970, 1971 en 1973, 1974 deden ze dit eerder. Ze stonden voor de zevende keer op het erepodium, in 1972 werden ze tweede en in 1969 derde. Het Britse paar Hilary Green / Glyn Watts op plaats twee stond voor de derde keer op het erepodium, in 1973 werden ze derde. Het paar Natalja Linitsjoek / Gennadi Karponossov stonden voor de tweede keer op het erepodium.
| Discipline | Goud                                   | Zilver                        | Brons                                    |
| ---------- | -------------------------------------- | ----------------------------- | ---------------------------------------- |
| Mannen     | Vladimir Kovalev                       | John Curry                    | Yuri Ovchinnikov                         |
| Vrouwen    | Christine Errath                       | Dianne de Leeuw               | Anett Pötzsch                            |
| Paren      | Irina Rodnina / Aleksandr Zajtsev      | Romy Kermer / Rolf Österreich | Manuela Groß / Uwe Kagelmann             |
| IJsdansen  | Lyudmila Pakhomova / Alexandr Gorshkov | Hilary Green / Glyn Watts     | Natalja Linitsjoek / Gennadi Karponossov |

## Uitslagen
| #      | naam (deelname)         | land                                    | pc |
| ------ | ----------------------- | --------------------------------------- | -- |
| Goud   | Vladimir Kovalev (3)    | Vlag van Sovjet-Unie                    |    |
| Zilver | John Curry (6)          | Vlag van Verenigd Koninkrijk            |    |
| Brons  | Yuri Ovchinnikov (7)    | Vlag van Sovjet-Unie                    |    |
| 4      | Sergei Volkov (7)       | Vlag van Sovjet-Unie                    |    |
| 5      | Laszlo Vajda (6)        | Vlag van Hongarije (1957 - 1989)        |    |
| 6      | Zdenek Pazdirek (6)     | Vlag van Tsjechië                       |    |
| 7      | Bernd Wünderlich (3)    | Vlag van Duitsland                      |    |
| 8      | Hermann Schulz          | Vlag van Duitse Democratische Republiek |    |
| 9      | Didier Gailhaguet (5)   | Vlag van Frankrijk                      |    |
| 10     | Ronald Koppelent (2)    | Vlag van Oostenrijk                     |    |
| 11     | Robin Cousins (3)       | Vlag van Verenigd Koninkrijk            |    |
| 12     | Pekka Leskinen (4)      | Vlag van Finland                        |    |
| 13     | Erich Reifschneider (3) | Vlag van Duitsland                      |    |
| 14     | Miroslav Soska          | Vlag van Tsjechië                       |    |
| 15     | Jacek Tascher (2)       | Vlag van Polen (1928-1980)              |    |
| 16     | Jean-Christophe Simond  | Vlag van Frankrijk                      |    |
| 17     | Glyn Jones (2)          | Vlag van Verenigd Koninkrijk            |    |
| 18     | Thomas Oberg (3)        | Vlag van Zweden                         |    |
| 19     | Paul Chechmanek (2)     | Vlag van Luxemburg                      |    |
| 20     | Flemming Söderquist     | Vlag van Denemarken                     |    |
| 21     | Rob Ouwerkerk (3)       | Vlag van Nederland                      |    |

| #      | naam (deelname)         | land                                    | pc |
| ------ | ----------------------- | --------------------------------------- | -- |
| Goud   | Christine Errath (6)    | Vlag van Duitse Democratische Republiek |    |
| Zilver | Dianne de Leeuw (5)     | Vlag van Nederland                      |    |
| Brons  | Anett Pötzsch (3)       | Vlag van Duitse Democratische Republiek |    |
| 4      | Liana Drahová (7)       | Vlag van Tsjechië                       |    |
| 5      | Isabel de Navarre (3)   | Vlag van Duitsland                      |    |
| 6      | Susanna Driano          | Vlag van Italië                         |    |
| 7      | Marion Weber (2)        | Vlag van Duitse Democratische Republiek |    |
| 8      | Dagmar Lurz             | Vlag van Duitsland                      |    |
| 9      | Evi Köpfli              | Vlag van Zwitserland                    |    |
| 10     | Karin Iten (4)          | Vlag van Zwitserland                    |    |
| 11     | Gertie Schanderl (4)    | Vlag van Duitsland                      |    |
| 12     | Sonja Balun (5)         | Vlag van Oostenrijk                     |    |
| 13     | Hana Knapova (3)        | Vlag van Tsjechië                       |    |
| 14     | Liudmila Bakonina       | Vlag van Sovjet-Unie                    |    |
| 15     | Michelle Haider         | Vlag van Zwitserland                    |    |
| 16     | Grazyna Dudek (2)       | Vlag van Polen (1928-1980)              |    |
| 17     | Marie-Claude Bierre (5) | Vlag van Frankrijk                      |    |
| 18     | Yvonne Kavanagh         | Vlag van Verenigd Koninkrijk            |    |
| 19     | Gail Keddie (2)         | Vlag van Verenigd Koninkrijk            |    |
| 20     | Sophie Verlaan (3)      | Vlag van Nederland                      |    |
| 21     | Liselotte Oberg (3)     | Vlag van Zweden                         |    |
| 22     | Anne-Marie Verlaan      | Vlag van Nederland                      |    |
| 23     | Sonja Stanek            | Vlag van Oostenrijk                     |    |
| 24     | Susan Broman (2)        | Vlag van Finland                        |    |
| 25     | Helena Gazvoda (5)      | Vlag van Joegoslavië (1943-1992)        |    |
| 26     | Bente Larsen            | Vlag van Noorwegen                      |    |
| 27     | Carinne Henrotte        | Vlag van België                         |    |

| #      | naam (deelname)                                      | land                                    | pc |
| ------ | ---------------------------------------------------- | --------------------------------------- | -- |
| Goud   | Irina Rodnina (8) Aleksandr Zajtsev (3)              | Vlag van Sovjet-Unie                    |    |
| Zilver | Romy Kermer (3) Rolf Österreich (5)                  | Vlag van Duitse Democratische Republiek |    |
| Brons  | Manuela Groß (7) Uwe Kagelmann (7)                   | Vlag van Duitse Democratische Republiek | 7  |
| 4      | Marina Leonidova Vladimir Bogoliubov                 | Vlag van Sovjet-Unie                    |    |
| 5      | Karin Kunzle (6) Christian Kunzle (6)                | Vlag van Zwitserland                    |    |
| 6      | Nadezhda Gorshkova (2) Evgeni Shevalovski (2)        | Vlag van Sovjet-Unie                    |    |
| 7      | Kerstin Stolfig Veit Kempe                           | Vlag van Duitse Democratische Republiek |    |
| 8      | Corinna Halke (4) Eberhard Rausch (6)                | Vlag van Duitsland                      |    |
| 9      | Grazyna Kostrzewinska-Osmanska (6) Adam Brodecki (6) | Vlag van Polen (1928-1980)              |    |
| 10     | Ursula Nemec (4) Michael Nemec (4)                   | Vlag van Oostenrijk                     |    |
| 11     | Teresa Skrzek (5) Piotr Sczypa (10)                  | Vlag van Polen (1928-1980)              |    |
| 12     | Ingrid Spieglova Alan Spiegl                         | Vlag van Tsjechië                       |    |
| 13     | Petra Schneider (2) Bogdan Pulcer (2)                | Vlag van Duitsland                      |    |
| 14     | Gabriele Arco Nicolaus Stephan                       | Vlag van Oostenrijk                     |    |

| #      | naam (deelname)                                 | land                             | pc |
| ------ | ----------------------------------------------- | -------------------------------- | -- |
| Goud   | Lyudmila Pakhomova (10) Aleksandr Gorschkow (9) | Vlag van Sovjet-Unie             |    |
| Zilver | Hilary Green (6) Glyn Watts (6)                 | Vlag van Verenigd Koninkrijk     |    |
| Brons  | Natalja Linitsjoek (2) Gennadi Karponossov (6)  | Vlag van Sovjet-Unie             |    |
| 4      | Irina Moiseeva (3) Andrei Minenkov (3)          | Vlag van Sovjet-Unie             |    |
| 5      | Matilde Ciccia (6) Lamberto Ceserani (6)        | Vlag van Italië                  |    |
| 6      | Krisztina Regoczy (6) Andras Sallay (6)         | Vlag van Hongarije (1957 - 1989) |    |
| 7      | Janet Thompson (2) Warren Maxwell (2)           | Vlag van Verenigd Koninkrijk     |    |
| 8      | Teresa Weyna (8) Pietr Bojanczyk (8)            | Vlag van Polen (1928-1980)       |    |
| 9      | Kay Barsdell Kenneth Foster                     | Vlag van Verenigd Koninkrijk     |    |
| 10     | Eva Pestova (2) Jiri Pokorny (2)                | Vlag van Tsjechië                |    |
| 11     | Christina Henke Udo Donsdorf                    | Vlag van Duitsland               |    |
| 12     | Stefania Bertele Walter Cecconi                 | Vlag van Italië                  |    |
| 13     | Ewa Kolodziej (4) Tadeusz Gora (4)              | Vlag van Polen (1928-1980)       |    |
| 14     | Marie-Joelle Michel Frederic Garcin             | Vlag van Frankrijk               |    |
| 15     | Gerda Buhler Maxime Erlanger                    | Vlag van Zwitserland             |    |
| 16     | Susi Handschmann Peter Handschmann              | Vlag van Oostenrijk              |    |

Medaillewinnaars

Mannen · 
Vrouwen ·
Paren · 
IJsdansen

Toernooi

1891 · 
1892 · 
1893 · 
1894 · 
1895 · 
1896-1897 · 
1898 · 
1899 · 
1900 · 
1901 · 
1902-1903 · 
1904 · 
1905 · 
1906 · 
1907 · 
1908 · 
1909 · 
1910 · 
1911 · 
1912 · 
1913 · 
1914 · 
1915-1921 · 
1922 · 
1923 · 
1924 · 
1925 · 
1926 · 
1927 · 
1928 · 
1929 · 
1930 · 
1931 · 
1932 · 
1933 · 
1934 · 
1935 · 
1936 · 
1937 · 
1938 · 
1939 ·
1940-1946 · 
1947 · 
1948 · 
1949 · 
1950 · 
1951 · 
1952 · 
1953 · 
1954 · 
1955 · 
1956 · 
1957 · 
1958 · 
1959 · 
1960 · 
1961 · 
1962 · 
1963 · 
1964 · 
1965 · 
1966 · 
1967 · 
1968 · 
1969 · 
1970 · 
1971 · 
1972 · 
1973 · 
1974 · 
1975 · 
1976 · 
1977 · 
1978 · 
1979 · 
1980 · 
1981 · 
1982 · 
1983 · 
1984 · 
1985 · 
1986 · 
1987 · 
1988 · 
1989 · 
1990 · 
1991 · 
1992 · 
1993 · 
1994 · 
1995 ·
1996 · 
1997 · 
1998 · 
1999 · 
2000 · 
2001 · 
2002 · 
2003 · 
2004 · 
2005 · 
2006 ·
2007 ·
2008 ·
2009 ·
2010 ·
2011 ·
2012 ·
2013 ·
2014 ·
2015 ·
2016 ·
2017 ·
2018 ·
2019 ·
2020 ·
2021 · 
2022 · 
2023 · 
2024 · 
2025

WK kunstschaatsen ·
WK kunstschaatsen junioren ·
Viercontinentenkampioenschap ·
Olympische Spelen